# Mica serenadă

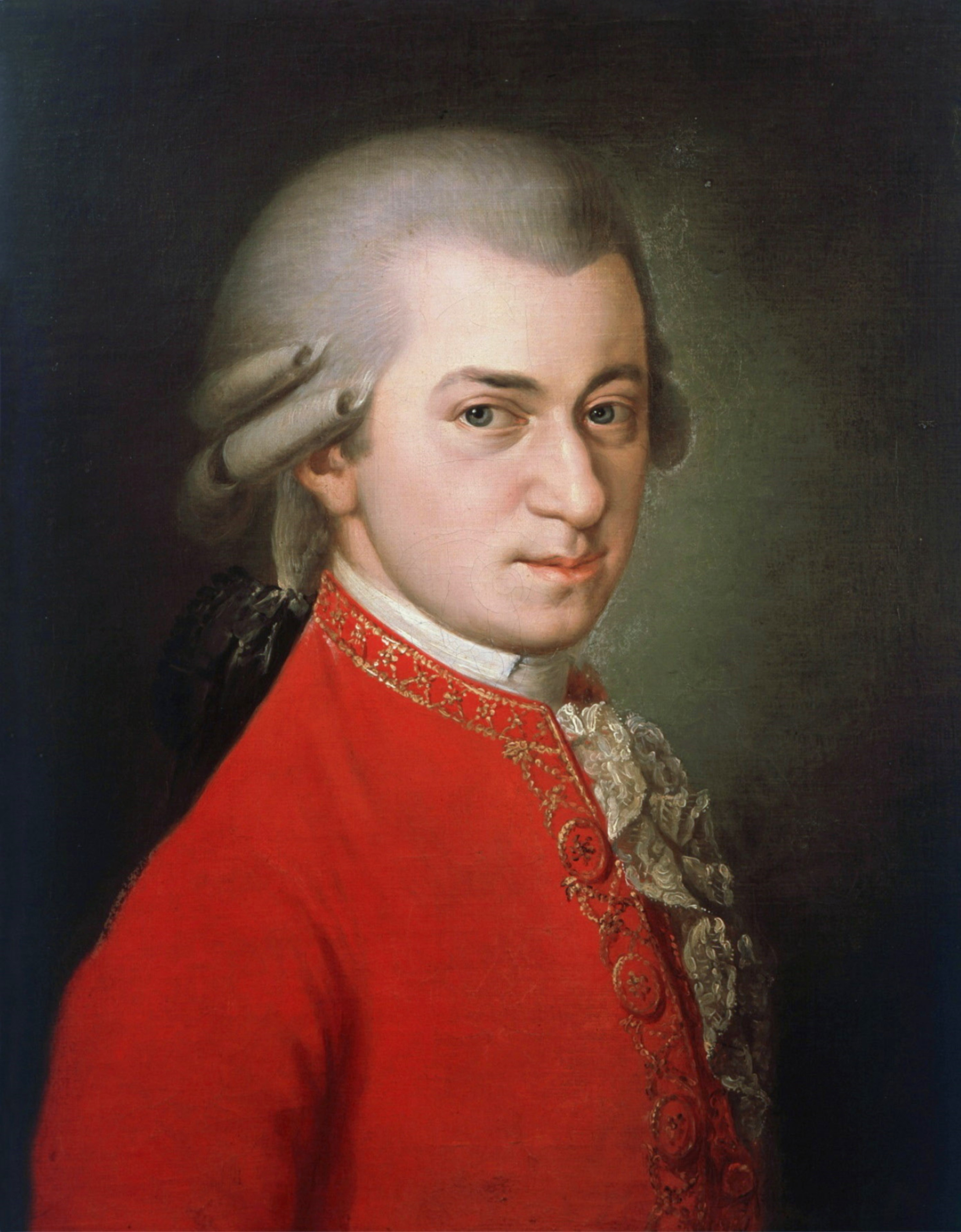
Wolfgang Amadeus Mozart

Mica serenadă (titlul original în germană Eine kleine Nachtmusik) este o lucrare pentru orchestră de cameră compusă de Wolfgang Amadeus Mozart. Lucrarea, terminată la 10 august 1787, în perioada în care Mozart lucra la al doilea act al operei Don Giovanni, este cunoscută sub denumirea completă de Serenada nr. 13 pentru coarde în Sol Major, KV 525.  

## Compoziția în sine
„Mica serenadă“ de Mozart este de fapt o simfonie de mai mici dimensiuni, aceste dimensiuni fiind condiționate în special de faptul că ansamblul se reduce la o orchestră de coarde alcătuită din numai 5 instrumente: două viori, o violă, un contrabas și un violoncel.
Serenada are patru părți:  Serenade - Allegro, Romanze - Andante, Minuetti - Allegretto, Rondo - Allegro.  

### Serenade
(prima temă)
Prima mișcare din această compoziție este o sonată/serenadă-allegro. Această mișcare are un ritm rapid și agresiv. Cheia dominantă este în sol-major.

### Romanze
A doua mișcare este o romanță asemănătoare unei gavote. Ritmul este lent - andante. Practic, în romanță se află forma A-B-A-C-A și o ultimă codă, ca în forma Rondo.

### Minuetti
A treia parte este Menuet și Trio cu măsura de 3/4. Menuetul este în sol major, intrând în contrast cu cheia dominantă re major.

### Rondo
Ultima mișcare este Rondo, care are din nou cheia dominantă re major. Mișcarea a fost compusă ca forma unei sonate. Rondo, se termină cu o codă lungă.

## Partitura compoziției (completă)
Arhivat în 13 august 2012, la Wayback Machine.